# محميتا الأيير والتينيري الطبيعيتين
محميتا الأيير والتينيري الطبيعيتَيْن هي منطقة في النيجر، مصنفة ضمن مواقع التراث العالمي لليونسكو. تشمل المنطقة جبال آير وجزء من صحراء تينيري. وتتكون من منطقتين محميتين ، محمية أير وتينيري الطبيعية ومحمية أداكس.
يعد موقع محميتا الأيير والتينيري الطبيعيتَيْن أكبر مساحة محميّة في أفريقيا، إذ تبلغ مساحته 7.7 مليون هكتار. بينما تشكل المنطقة المحمية سدس هذه المساحة.